# Nicolas Naegelen
Pour les articles homonymes, voir Naegelen.
Nicolas Naegelen est un ingénieur du son français.

## Biographie
Il est diplômé de l'École nationale supérieure Louis-Lumière (1983). Il est président (dirigeant) de la société Poly Son Post Production (Industrie technique du cinéma et de l'audiovisuel, laboratoire numérique et post production).

## Filmographie sélective
- 1991 : Jacquot de Nantes d'Agnès Varda
- 1993 : Cible émouvante de Pierre Salvadori
- 1993 : Latcho Drom de Tony Gatlif
- 1995 : Le Fabuleux Destin de madame Petlet de Camille de Casabianca
- 1996 : Rainbow pour Rimbaud de Jean Teulé
- 1997 : Gadjo dilo de Tony Gatlif
- 2000 : Les Frères Sœur de Frédéric Jardin
- 2001 : Change-moi ma vie de Liria Bégéja
- 2002 : Balzac et la Petite Tailleuse chinoise de Dai Sijie
- 2002 : Cravate club de Frédéric Jardin
- 2003 : Vert paradis d'Emmanuel Bourdieu
- 2004 : À tout de suite de Benoît Jacquot
- 2004 : Les Choristes de Christophe Barratier
- 2004 : Lila dit ça de Ziad Doueiri
- 2004 : Une vie à t'attendre de Thierry Klifa
- 2005 : Le Couperet de Costa-Gavras
- 2005 : Douches froides d'Antony Cordier
- 2005 : La Terre abandonnée (Sulanga enu pinisa) de Vimukthi Jayasundara
- 2005 : Un couple parfait de Nobuhiro Suwa
- 2006 : Les Amitiés maléfiques d'Emmanuel Bourdieu
- 2006 : La Faute à Fidel ! de Julie Gavras
- 2006 : Le Héros de la famille de Thierry Klifa
- 2007 : Intrusions d'Emmanuel Bourdieu
- 2009 : Le Hérisson de Mona Achache
- 2011 : Trois fois 20 ans de Julie Gavras

## Récompense
- César 2005 : César du meilleur son pour Les Choristes